# Raboteuse (métal)
Pour les articles homonymes, voir raboteuse.

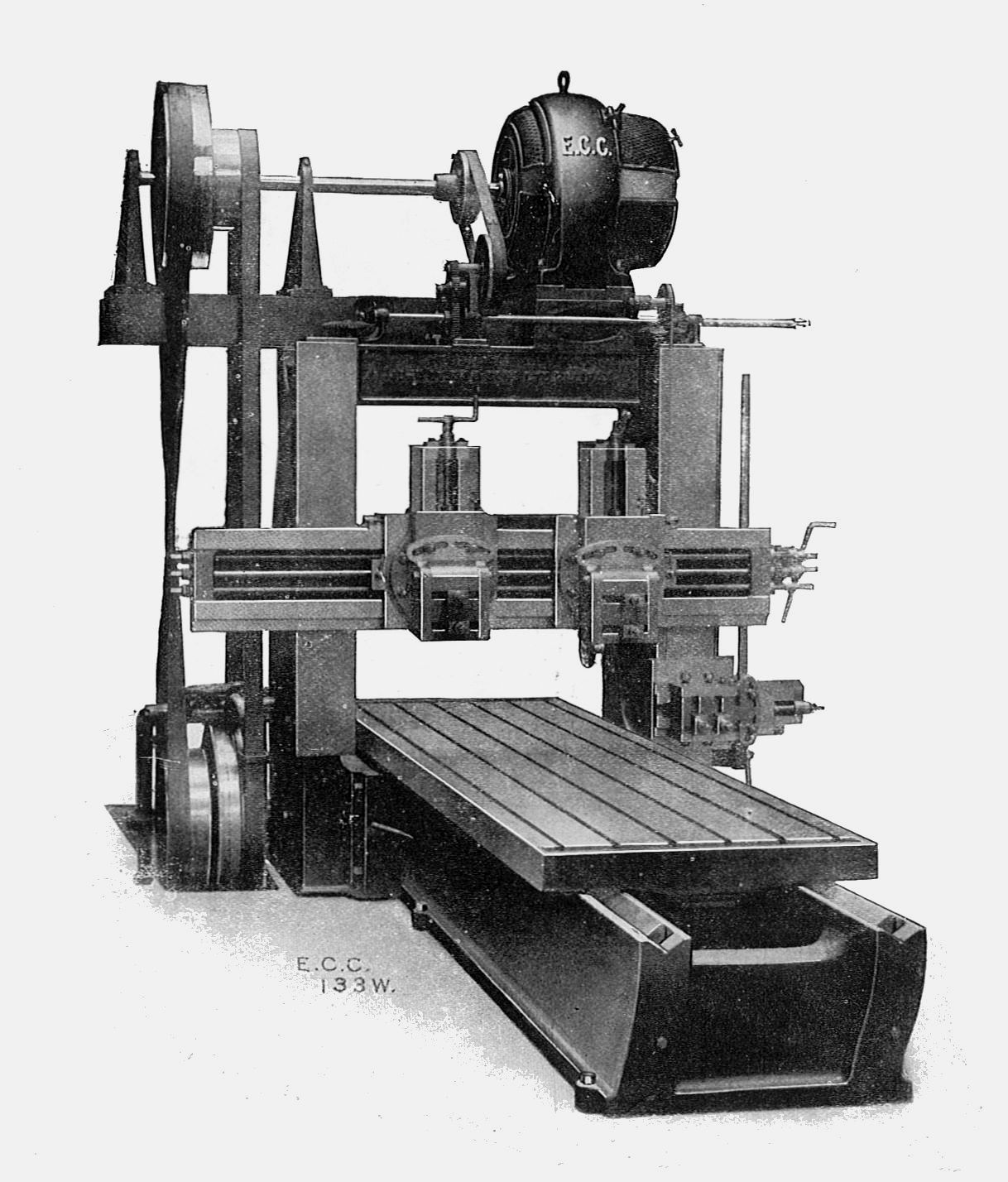
Une raboteuse métal à crémaillère (illustration de 1905).

La raboteuse métal est une machine conçue pour l’usinage de pièces lourdes et des grandes dimensions, essentiellement basé sur la génération de surfaces planes.
Contrairement à son « petit frère », l’étau limeur, la raboteuse a un mouvement de coupe donné à la table porte-pièce et un mouvement d’avance donné à l’outil.

## Construction
En raison des grandes dimensions en largeur et hauteur des pièces à usiner, l’ensemble supports outil (glissières et chariots) doit être très massif par rapport à la table.
- Généralement à deux portiques (certaines raboteuses ne comptent qu’un seul portique pour l’usinage d’une faible surface sur des pièces de très grande largeur).
- Le ou les portiques sont composés de glissières sur lesquelles coulissent les chariots porte-outil à battant, qui peuvent osciller eux-mêmes selon un point de rotation et coulisser selon une trajectoire oblique. Le tout évolue dans les deux axes horizontaux et verticaux.
- Un long bâti de fonte (pratiquement le double de la table), fixé au sol, sur lequel coulisse une table rainurée : es pièces à usiner y sont maintenues par bridage.
- la table est guidée sur le bâti par des glissières dont l’une, au moins, est trapézoïdale.

## Mouvement d’usinage

### Mouvement de coupe
Le mouvement de coupe est donné à la table qui porte la pièce et le poids de l’ensemble présente une inertie à contrôler et le temps aller et retour comprend trois périodes :
- période de mouvement accéléré, très court au moment de la phase d’approche de l’outil entraînant des contraintes sévères sur les organes mécaniques,
- période de mouvement uniforme pendant la phase d’usinage
- période de mouvement retardé en fin d’usinage, même contrainte que pour le mouvement accéléré.

Le mouvement de la table a évolué au cours du temps :
- Table munie d’une crémaillère sur laquelle engrène un pignon entraîné en rotation par un système de poulies-courroie plate ; la décélération puis l’accélération en sens inverse passaient par le ripage de la courroie d’une poulie sur une autre. Une poulie intermédiaire (poulie folle) assurait la position stationnaire de la table pendant l’intervention sur la pièce. Le mouvement de la courroie était assuré par un mécanisme de levier commandé par des butées placées sur le côté la table.
- Table toujours munie du système pignon-crémaillère, mais entraînée par un moteur électrique à courant continu à vitesse variable.
- Table commandée par systèmes hydrauliques (soit vérins, soit moteur hydraulique) où les électrovannes sont commandées par des « fins de courses » disposés sur la table.

### Mouvement d’avance
Les mouvements d’avance des chariots porte-outil sont automatiques à commandes vis-écrou mues par des moteurs électriques et boîte de vitesses. Des sorties pour les commandes manuelles sont prévues pour positionner les outils par rapport à la pièce.

## Utilisation
Les raboteuses sont présentes dans les entreprises réalisant du surfaçage de grandes dimensions. Plus simples et moins onéreuses que les fraiseuses, elles permettent des précisions d’usinage de l’ordre de 0,02 mm.
Il existe des machines à doubles glissières et doubles porte-outils dos à dos pour réaliser du rabotage dans les deux sens de coupe.